# Curmătura
Curmătura románul: Curmătura, falu Romániában, a Bánságban, Krassó-Szörény megyében.

## Fekvése
Szikesfalu (Sicheviţa) közelében fekvő település.

## Története
Curmătura korábban Szikesfalu (Sicheviţa) része volt. 1956-ban vált külön településsé 40 lakossal.
1966-ban 34, 1977-ben 46, az 1992-es népszámláláskor pedig 35 román lakosa volt.      